# David Froman
David Wesley Froman (Miami, 31 de dezembro de 1938 – Miami, 8 de fevereiro de 2010) foi um ator norte-americano, mais conhecido por seu papel como o tenente Bob Brooks na série de televisão popular Matlock.

## Carreira
Formou-se na NEO em 1961 e começou imediatamente a ensinar fala e teatro. Em 1969, ele deixou Oklahoma para lançar sua própria carreira de ator.  Froman apareceu em 56 episódios de Matlock de 1986 a 1994 como o tenente Bob Brooks. Ele também apareceu em vários outros programas de televisão dos anos 1980 e 1990, como Hill Street Blues, Trapper John, MD, 21 Jump Street, Cheers and Diagnosis Murder. Além disso, ele interpretou o Capitão K'Nera em um episódio de Star Trek: The Next Generation.
Froman também era conhecido por seu papel de Gunther Wagner, o fiel servo de Schuyler Whitney, e também de seu irmão gêmeo, Bruno na série The Edge of Night. Como Bruno, ele apareceu pela primeira vez de 1980 a 1981 e assumiu a identidade de Gunther. Ele foi assassinado no programa um ano depois. O verdadeiro Gunther foi trazido de volta nos anos finais do show, de 1982 a 1984. Gunther foi apresentado até o final do show como motorista de Sky Whitney. Ele compartilhou um flerte de dois anos com Mitzi Martin e, eventualmente, beijou-a pela primeira vez na transmissão final do programa.
Em 1986, ele apareceu no filme para TV Blind Justice, estrelado por Tim Matheson.
Froman também trabalhou como instrutor de teatro no Northeastern Oklahoma A&M College (NEO) em Miami, Oklahoma. Ele atuou como presidente do Miami Little Theatre, bem como atuou no palco em várias produções até 2 de novembro de 2009.

## Pessoal
Froman se casou com Audrey Stein em Staten Island, Nova York, em 23 de dezembro de 1978. Eles continuaram morando lá até 1984, quando se mudaram para Los Angeles, para que David pudesse continuar sua carreira de ator. Em 1994, eles se mudaram de Los Angeles para Miami, Oklahoma. Ele voltou para o corpo docente da NEO, e onde dirigiu shows e musicais. Ele se aposentou como professor em 2002, mas voltou a trabalhar como professor em meio período em 2007.

## Morte
Em 8 de fevereiro de 2010, Froman morreu de câncer em Miami, Oklahoma, aos 71 anos. Ele deixou sua esposa, Audrey, e seus seis filhos.
Uma celebração da vida de Froman foi realizada no NEO, onde professores e alunos articularam sobre o impacto dele em suas vidas. Barbara George, presidente do Departamento de Belas Artes da NEO, disse: "... o respeito por Froman entre os alunos e professores era tão grande que qualquer elogio dele" fazia todos nós brilhar. Sua decepção teria sido esmagadora, então todos sempre se esforçaram para fazer o melhor e mais além, mesmo que apenas por David. ' George também disse: "Sua falta será muito, muito profunda, mas as lições que ele ensinou a todos nós viverão para sempre".